# Carignano
Carignano é uma comuna italiana da região do Piemonte, província de Turim, com cerca de 8.623 habitantes. Estende-se por uma área de 50 km², tendo uma densidade populacional de 172 hab/km². Faz fronteira com Moncalieri, Vinovo, La Loggia, Piobesi Torinese, Villastellone, Castagnole Piemonte, Osasio, Lombriasco, Carmagnola.

## Demografia
| Variação demográfica do município entre 1861 e 2011                               |
|                                                                                   |
| Fonte: Istituto Nazionale di Statistica (ISTAT) - Elaboração gráfica da Wikipedia |